# Близнецы (знак зодиака)
Близнецы (лат. Gemini) — третий знак зодиака. Следует после Тельца, соответствующий сектору эклиптики от 60° до 90°, считая от точки весеннего равноденствия; мутабельный знак тригона Воздух.
В западной астрологии считается, что Солнце находится в знаке Близнецов приблизительно с 21 мая по 21 июня. Не следует путать знак Близнецов с созвездием Близнецов, в котором Солнце находится с 20 июня по 20 июля.
Планета, управляющая знаком — Меркурий.

## Символ
Символ Близнецов ♊ (может не отображаться в некоторых браузерах) в Юникоде находится под десятичным номером 9802 или шестнадцатеричным номером 264A и может быть введён в HTML-код как &#9802; или &#x264A;.
- Российская монета «Близнецы», 2003 год.
- Российская монета «Близнецы», 2005 год.
- Армянская серебряная монета «Близнецы».
- Армянская золотая монета «Близнецы».